# Jake Virtanen
Jacob "Jake" Virtanen, född 17 augusti 1996, är en kanadensisk-finländsk professionell ishockeyspelare som spelade för Vancouver Canucks i National Hockey League (NHL). Han har tidigare spelat för Utica Comets i American Hockey League (AHL) och Calgary Hitmen i Western Hockey League (WHL).
Virtanen draftades av Vancouver Canucks i första rundan i 2014 års draft som sjätte spelare totalt.

## Statistik
| 2010–2011  | Abbotsford Hawks          | PCBHL      | 59  | 68 | 49 | 117 | —   | —  | — | —  | —  | —  |
|            | Yale Secondary Lions Blue |            | 1   | 1  | 1  | 2   | 0   | —  | — | —  | —  | —  |
| 2011–2012  | Fraser Valley Bruins      | BC MML     | 39  | 17 | 22 | 39  | 120 | —  | — | —  | —  | —  |
|            | Yale Secondary Lions Blue |            | 4   | 1  | 6  | 7   | 10  | —  | — | —  | —  | —  |
|            | Calgary Hitmen            | WHL        | 9   | 3  | 1  | 4   | 4   | 5  | 0 | 0  | 0  | 4  |
| 2012–2013  | Calgary Hitmen            | WHL        | 62  | 16 | 18 | 34  | 67  | 15 | 2 | 4  | 6  | 27 |
| 2013–2014  | Calgary Hitmen            | WHL        | 71  | 45 | 26 | 71  | 100 | 6  | 1 | 3  | 4  | 4  |
| 2014–2015  | Calgary Hitmen            | WHL        | 50  | 21 | 31 | 52  | 82  | 14 | 5 | 8  | 13 | 28 |
|            | Utica Comets              | AHL        | —   | —  | —  | —   | —   | 10 | 0 | 1  | 1  | 6  |
| 2015–2016  | Vancouver Canucks         | NHL        | 55  | 7  | 6  | 13  | 45  | —  | — | —  | —  | —  |
|            | Utica Comets              | AHL        | 2   | 0  | 0  | 0   | 0   | —  | — | —  | —  | —  |
| 2016–2017  | Vancouver Canucks         | NHL        | 10  | 0  | 1  | 1   | 2   | —  | — | —  | —  | —  |
|            | Utica Comets              | AHL        | 65  | 9  | 10 | 19  | 48  | —  | — | —  | —  | —  |
| 2017–2018  | Vancouver Canucks         | NHL        | 75  | 10 | 10 | 20  | 46  | —  | — | —  | —  | —  |
| 2018–2019  | Vancouver Canucks         | NHL        | 70  | 15 | 10 | 25  | 44  | —  | — | —  | —  | —  |
| 2019–2020  | Vancouver Canucks         | NHL        | 69  | 18 | 18 | 36  | 41  | 16 | 2 | 1  | 3  | 25 |
| 2020–2021  | Vancouver Canucks         | NHL        | 38  | 5  | 0  | 5   | 41  | —  | — | —  | —  | —  |
| NHL totalt | NHL totalt                | NHL totalt | 317 | 55 | 45 | 100 | 219 | 16 | 2 | 1  | 3  | 25 |
| AHL totalt | AHL totalt                | AHL totalt | 67  | 9  | 10 | 19  | 48  | 10 | 0 | 1  | 1  | 6  |
| WHL totalt | WHL totalt                | WHL totalt | 192 | 85 | 76 | 161 | 253 | 40 | 8 | 15 | 23 | 63 |

### Internationellt
| Källa: Uppdaterad: 2021-05-03 | Källa: Uppdaterad: 2021-05-03 | Källa: Uppdaterad: 2021-05-03 |         | Utv = Utvisningsminuter | Utv = Utvisningsminuter | Utv = Utvisningsminuter | Utv = Utvisningsminuter | Utv = Utvisningsminuter |
| År                            | Lag                           | Mästerskap                    | Matcher | Mål                     | Assists                 | Poäng                   | Utv                     |                         |
| ----------------------------- | ----------------------------- | ----------------------------- | ------- | ----------------------- | ----------------------- | ----------------------- | ----------------------- | ----------------------- |
| 2013                          | Kanada                        | Ivan Hlinka                   | 5       | 0                       | 1                       | 1                       | 4                       |                         |
| 2018                          | Kanada                        | U18-VM                        | 7       | 3                       | 3                       | 6                       | 10                      |                         |
| 2015                          | Kanada                        | JVM                           | 7       | 1                       | 3                       | 4                       | 4                       |                         |
| 2016                          | Kanada                        | JVM                           | 5       | 0                       | 1                       | 1                       | 10                      |                         |
| Junior totalt                 | Junior totalt                 | Junior totalt                 | 19      | 4                       | 7                       | 11                      | 18                      |                         |